# 5691 Fredwatson
5691 Fredwatson (1992 FD) là một tiểu hành tinh vành đai chính được phát hiện ngày 26 tháng 3 năm 1992 bởi R. H. McNaught ở Đài thiên văn Siding Spring.